# ジャン＝マリー・オーベルソン
ジャン＝マリー・オーベルソン（Jean-Marie Auberson, 1920年5月2日 - 2004年7月4日）は、スイスの指揮者。
シャヴォルネの出身。ローザンヌ音楽院でヴィクトル・デザルツェンスにヴァイオリン、アレクサンドル・ドゥネレアズとアロイス・フォルヌローに音楽理論、アルフレード・ポションにヴィオラを学ぶ。1943年にローザンヌ室内管弦楽団のヴァイオリン及びヴィオラ奏者として入団し、1946年にスイス・ロマンド管弦楽団のヴィオラ奏者に移籍した。1950年にキジアーナ音楽院に留学してパウル・ファン・ケンペンの指導を受け、ウィーンを経由してケルンのギュンター・ヴァントの下でオペラの指揮法を習得した。その後、ローザンヌ室内管弦楽団にヴィオラ奏者として舞い戻るも、エルネスト・アンセルメとカール・シューリヒトの薫陶を受け、1956年から1962年までベロミュンスター放送管弦楽団の指揮者を務めて本格的に指揮者に転向した。1963年から1965年までローザンヌ室内管弦楽団の補助指揮者を務め、1968年から1973年までハンブルク国立歌劇場の指揮者となった。1971年から1974年までバーゼル放送交響楽団の指揮者を務めた後、1984年から1986年までバーゼル・シンフォニエッタの指揮者を務めた。
ドラギニャンにて長逝。

## 註
1. ↑  dbserv1-bcu.unil.ch

| スタブアイコン | サブスタブ | この項目は、まだ閲覧者の調べものの参照としては役立たない、人物に関連した書きかけの項目です。この項目を加筆・訂正などしてくださる協力者を求めています（P:人物伝/PJ:人物伝）。 |